# Antonia Moraiti
Antonia Moraiti (2 de maio de 1977) é uma jogadora de polo aquático grega, medalhista olímpica.

## Carreira
Antonia Moraiti fez parte do elenco vice-campeão olímpico de Atenas 2004.